# 関東州興亜奉公連盟
関東州興亜奉公連盟（かんとうしゅうこうあほうこうれんめい）は、関東州における新体制運動を担う組織として、1941年（昭和16年）に結成された団体。内地の大政翼賛会に相当する団体である。

## 概要
関東州に在住する全住民が対象である。属地的組織であるため、内地人も大政翼賛会ではなく、関東州興亜奉公連盟に入ることになっていた。
「東亜新秩序」の理念の下、隣接する満州国とともに、緊迫する国際情勢に対応できる指導体制の確立を目指した。関東州の在来住民（「関東州人」と呼ばれた）は日本国民ではないという特殊事情から、朝鮮や台湾のように、「国民」「皇民」の名称を用いず、「興亜」の名称が採用された。
中央本部は関東州庁に置かれ、駐満日本大使が総裁に、関東局総長が副総裁に、関東州庁長官が会長に就いた。中央本部の下に事務局、総力会議が置かれた。
地方組織として市や民政署ごとに地域支部、職域団体として「職場奉公会」などが設置された。
傘下団体として、「関東州芸文連盟」「関東州科学技術連盟」「関東州宗教報国団」「関東州児童文化協会」などがあった。